# دانشگاه دولتی یانکا کوپالا
دانشگاه دولتی یانکا کوپالا (به لاتین: Yanka Kupala State University of Grodno) یک دانشگاه دولتی در بلاروس است که در گرودنو واقع شده‌است.